# Hinton (Oklahoma)
Hinton é uma cidade  localizada no estado norte-americano de Oklahoma, no Condado de Caddo.

## Demografia
Segundo o censo norte-americano de 2000, a sua população era de 2175 habitantes.
Em 2006, foi estimada uma população de 2172, um decréscimo de 3 (-0.1%).

## Geografia
De acordo com o United States Census Bureau tem uma área de
8,1 km², dos quais 8,1 km² cobertos por terra e 0,0 km² cobertos por água. Hinton localiza-se a aproximadamente 512 m acima do nível do mar.

## Localidades na vizinhança
O diagrama seguinte representa as localidades num raio de 24 km ao redor de Hinton.